# Гіперболічна нерухома точка

Найпростіший приклад гіперболічної особливої точки векторного поля — сідло.

Гіперболі́чна нерухо́ма то́чка (гіперболі́чна то́чка) — фундаментальне поняття, що використовується в теорії динамічних систем стосовно відображень (дифеоморфізмів) і векторних полів. У разі відображення гіперболічною точкою називають нерухому точку, в якій усі мультиплікатори {\displaystyle \mu _{i}} (власні числа лінеаризації відображення в даній точці) за модулем відмінні від одиниці. У разі векторних полів гіперболічною точкою називають особливу точку, в якій усі власні числа лінеаризації поля {\displaystyle \lambda _{i}} мають ненульові дійсні частини.

## Стійкий та нестійкий многовиди
У гіперболічній точці векторного поля (або дифеоморфізму) дотичний простір розкладається в пряму суму двох інваріантних підпросторів {\displaystyle T^{u}} і {\displaystyle T^{s}}, інваріантних відносно оператора лінійної частини поля: {\displaystyle \mathbb {R} ^{n}=T^{s}\oplus T^{u}}. Підпростори {\displaystyle T^{u}} і {\displaystyle T^{s}} визначаються відповідно умовами {\displaystyle \operatorname {Re} \lambda _{i}>0}, {\displaystyle \operatorname {Re} \lambda _{i}<0} у разі векторних полів та умовами {\displaystyle |\mu _{i}|>1}, {\displaystyle |\mu _{i}|<1} у разі дифеоморфізмів. Ці підпростори є інваріантними многовидами лінеаризованого векторного поля (дифеоморфізму) у цій точці, вони називаються його нестійким та стійким відповідно.
Нестійким та стійким многовидами початкового нелінійного векторного поля (дифеоморфізму) називають його інваріантні многовиди {\displaystyle W^{u}} і {\displaystyle W^{s}}, що дотикаються відповідно до підпросторів {\displaystyle T^{u}} і {\displaystyle T^{s}} у точці, що розглядається, і мають ті ж розмірності, що {\displaystyle T^{u}} і {\displaystyle T^{s}}. Многовиди {\displaystyle W^{u}} і {\displaystyle W^{s}} визначаються в єдиний спосіб. Зазначимо, що мнгоговиди {\displaystyle W^{u}} і {\displaystyle W^{s}} існують у випадку гіперболічних особливих точок, проте у разі гіперболічної точки сума їх розмірностей дорівнює розмірності всього простору, й інших інваріантних многовидів, які проходять через цю особливу точку, немає.

## Теореми про гіперболічні точки
Теорема Гробмана — Гартмана. В околі гіперболічної точки нелінійного дифеоморфізму (векторного поля) динаміка відрізняється від такої для відповідного лінійного відображення (векторного поля) неперервною заміною координат.
Теорема Адамара — Перрона. В околі гіперболічної точки гладкого (або аналітичного) векторного поля або дифеоморфізму існують нестійкий та стійкий многовиди {\displaystyle W^{u}} і {\displaystyle W^{s}} такого ж класу гладкості (відповідно, аналітичні), що проходять через цю точку.
Теорема Ченя. Якщо в околі гіперболічної точки два {\displaystyle C^{\infty }}-гладкі векторні поля (дифеоморфізм) формально еквівалентні (тобто, переводяться один в одного формальною заміною змінних, заданою формальними степеневими рядами), то вони {\displaystyle C^{\infty }}-гладко еквівалентні.